# Oldcroft
Oldcroft – wieś w Anglii, w hrabstwie Gloucestershire. Leży 24 km na południowy zachód od miasta Gloucester i 168 km na zachód od Londynu.